# Giovanni XVII di Alessandria
Papa Giovanni XVII o Abba Youannis XVII (Mallawi, ... – Egitto, 20 aprile 1745) è stato un vescovo cristiano orientale egiziano, 105º papa della Chiesa ortodossa copta.
Originario di Mallawi in El-Minya nell'alto Egitto, entrò nel monastero di San Paolo eremita come monaco ed era chiamato Abd el-Sayed.